# Ellerbe
Ellerbe è una città degli Stati Uniti d'America situata nella Carolina del Nord, nella Contea di Richmond.
Ellerbe ospita ancora oggi il ranch appartenuto al celebre wrestler André the Giant, dove le sue ceneri sono state sparse dopo la sua morte avvenuta a Parigi nel 1993.